# Južnoazijska asocijacija za regionalnu saradnju
Južnoazijska asocijacija za regionalnu saradnju (engl. South Asian Association for Regional Cooperation - SAARC) je regionalna međuvladina organizacija i geopolitička unija država u Južnoj Aziji. Zemlje članice su Avganistan, Bangladeš, Butan, Indija, Maldivi, Nepal, Pakistan i Šri Lanka. SAARC čini 3% svetske površine, 21% svetske populacije i 3,8% (2,9 milijardi USD) globalne ekonomije od 2015.
SAARC je osnovan u Daki 8. decembra 1985. Njen sekretarijat ima sedište u Katmanduu, Nepal. Organizacija promoviše razvoj ekonomske i regionalne integracije. Ona je pokrenuta u Južnoazijskoj zoni slobodne trgovine 2006. godine. SAARC održava stalne diplomatske odnose u Ujedinjenim nacijama kao posmatrač i razvila je veze sa multilateralnim entitetima, uključujući Evropsku uniju.

## Članovi i posmatrači
Ekonomski podaci su preuzeti od Međunarodnog monetarnog fonda u decembru 2019. godine, i dati su u američkim dolarima.

### Članovi
| Zemlja     | Populacija () | BDP (nominalno, US$ miliona) | BDP (PPP, US$ miliona) | BDP po stanovniku (PPP) | BDP stopa rasta (2018) | Exporti (US$ miliona, 2018) | Strana direktna investicija (US$ miliona, 2017 ili ranije) | Devizne rezerve (US$ miliona) | Budžet odbrane [US$ milijardi (% BDP), 2014] | Stopa pismenosti (iznad uzrasta od 15) | Očekivano trajanje života | Stanovništvo ispod granice siromaštva | Upis u osnovne škole | Upis u srednje škole | Podhranjena population (%, 2015) | Indeks ljudskog razvoja | Indeks demokratije | Global Terrorism Index | G20 | BRICS | BIMSTEC | IORA | APTA | BBIN | SASEC | AIIB | ACU | ACD | ADB | Svetska banak | Nukearno oružje |
| ---------- | ------------- | ---------------------------- | ---------------------- | ----------------------- | ---------------------- | --------------------------- | ---------------------------------------------------------- | ----------------------------- | -------------------------------------------- | -------------------------------------- | ------------------------- | ------------------------------------- | -------------------- | -------------------- | -------------------------------- | ----------------------- | ------------------ | ---------------------- | --- | ----- | ------- | ---- | ---- | ---- | ----- | ---- | --- | --- | --- | ------------- | --------------- |
| Avganistan |               | $19.585                      | $72.911                | $2.017                  | 2,3%                   | $784                        | N/A                                                        | $6.442                        | N/A                                          | 38,2%                                  | 63,67                     | 42%                                   | N/A                  | 54%                  | 26,8%                            | 0,498 (168)             | 2,97 (143)         | 9,233 (2)              | ✖   | ✖     | ✖       | ✖    | ✖    | ✖    | ✖     | ✖    | ✖   | ✔   | ✔   | ✔             | ✖               |
| Bangladeš  |               | $347.991                     | $917.805               | $5,453                  | 8,1%                   | $40.905                     | $14.620                                                    | $32.000                       | $3,87 (1,2%)                                 | 75,4%                                  | 72,49                     | 8,1%                                  | 98%                  | 54%                  | 16,4%                            | 0,608 (136)             | 5,57 (88)          | 0 (124)                | ✖   | ✖     | ✔       | ✔    | ✔    | ✔    | ✔     | ✔    | ✔   | ✔   | ✔   | ✔             | ✖               |
| Butan      |               | $2.627                       | $7.701                 | $9.540                  | 6,4%                   | $580                        | $186                                                       | N/A                           | N/A                                          | 59,5%                                  | 70,20                     | 12%                                   | 91%                  | 78%                  | N/A                              | 0,612 (134)             | 5,30 (94)          | 0,305 (107)            | ✖   | ✖     | ✔       | ✖    | ✖    | ✔    | ✔     | ✖    | ✔   | ✔   | ✔   | ✔             | ✖               |
| Indija     |               | $2.716.746                   | $10.505.288            | $7.874                  | 3,5%                   | $303.400                    | $367.500                                                   | $422.532                      | $45 (1,9%)                                   | 74,0%                                  | 68,56                     | 3,7%                                  | 92%                  | 75%                  | 15,2%                            | 0.640 (130)             | 7,23 (41)          | 4,222 (39)             | ✔   | ✔     | ✔       | ✔    | ✔    | ✔    | ✔     | ✔    | ✔   | ✔   | ✔   | ✔             | ✔               |
| Maldivi    |               | $5.302                       | $7.936                 | $21.760                 | 6,9%                   | $256                        | $324                                                       | $356                          | N/A                                          | 98.6%                                  | 77,34                     | 16%                                   | N/A                  | N/A                  | 5,2%                             | 0,717 (101)             | N/A                | N/A                    | ✖   | ✖     | ✖       | ✖    | ✖    | ✖    | ✔     | ✔    | ✔   | ✖   | ✔   | ✔             | ✖               |
| Nepal      | 28.982.771    | $28.812                      | $84.365                | $2.905                  | 6,2%                   | $819                        | $103                                                       | $5.439                        | N/A                                          | 64,7%                                  | 70,25                     | 6%                                    | 98%                  | 67%                  | 7,8%                             | 0,574 (149)             | 5,18 (97)          | 4,791 (32)             | ✖   | ✖     | ✔       | ✖    | ✖    | ✔    | ✔     | ✔    | ✔   | ✔   | ✔   | ✔             | ✖               |
| Pakistan   | 193.203.476   | $278.019                     | $1.141.210             | $5.839                  | 3,3%                   | $21.940                     | $41.560                                                    | $16.305                       | $7,4 (3,5%)                                  | 58%                                    | 66,48                     | 24,3%                                 | 72%                  | 34%                  | 22%                              | 0,562 (150)             | 4,17 (112)         | 10 (1)                 | ✖   | ✖     | ✖       | ✖    | ✖    | ✖    | ✖     | ✔    | ✔   | ✔   | ✔   | ✔             | ✔               |
| Šri Lanka  |               | $88.223                      | $290.561               | $13.397                 | 3,0%                   | $10.930                     | N/A                                                        | $8.314                        | $1,4 (2,3%)                                  | 93,2%                                  | 75,28                     | 6,7%                                  | 94%                  | 99%                  | 22%                              | 0,770 (76)              | 6,19 (71)          | 4,077 (42)             | ✖   | ✖     | ✔       | ✔    | ✔    | ✖    | ✔     | ✔    | ✔   | ✔   | ✔   | ✔             | ✖               |

Zemlje članice su Avganistan, Bangladeš, Butan, Indija, Maldivi, Nepal, Pakistan, i Šri Lanka.
SAARC je osnovalo sedam država 1985. Godine 2005, Avganistan je započeo pregovore o svom pristupanju SAARC-u i formalno se iste godine podneo zahtev za članstvo. Pitanje pridruživanja Avganistana SAARC-u pokrenulo je veliku raspravu u svakoj državi članici, uključujući zabrinutost zbog definicije južnoazijskog identiteta, jer je Avganistan centralnoazijska zemlja.

## Spoljašnje veze
- Zvanični veb-sajt